# Walker Nunatak
Walker Nunatak är en nunatak i Antarktis. Den ligger i Östantarktis. Australien gör anspråk på området. Toppen på Walker Nunatak är 878 meter över havet.
Terrängen runt Walker Nunatak är lite kuperad. Trakten är obefolkad. Det finns inga samhällen i närheten. 